# Adékambi Olufadé
Adékambi Olufadé (Lomé, 7 de janeiro de 1980) é um futebolista profissional togolês. Atacante, milita no Sporting du Pays de Charleroi.

## Carreira
Olufade fez parte do elenco da Seleção Togolesa de Futebol na Copa do Mundo de 2006.